# 2013年静岡県知事選挙
2013年静岡県知事選挙（2013ねんしずおかけんちじせんきょ）は、2013年（平成25年）6月16日に投開票が行われた静岡県知事を選出するための選挙。

## 概要
現職の川勝平太の任期満了に伴う知事選挙。その川勝が2期目を目指し無所属で立候補したのに対し、共産党が公認する共産党県副委員長の島津幸広と政権与党の自民党が支援する多摩大学大学院教授などを歴任した実業家の広瀬一郎が立候補し、3氏による三つ巴の争いとなった。
主な争点は、福島第一原子力発電所事故などを受けた浜岡原発の再稼働の可否と現職が掲げる再稼働に関する住民投票の実施の可否、1期4年の川勝県政への実績の評価など。

### 各政党・団体の動向
自由民主党
先の衆院選で大勝し政権与党となった自民党は、2月中旬から県連幹部が同党からの候補擁立を模索し、現職の国会議員など十数人に出馬を打診したが、悉く固辞され人選は難航した。そんな中で、ようやく3月上旬に入り感触を得たのが多摩大学大学院教授を務めていた広瀬であった。その後、広瀬は親族などに出馬の自制を求められたが説得し、告示まで2か月を切った4月8日、ようやく広瀬の党からの擁立が決定した。
その後、自民県連は広瀬への党本部推薦を上申し返答を待った。しかし、ここで党本部推薦に異議を唱えたのが静岡県内で企業を経営する財界トップの有志らであった。その有志らは自ら自民党本部を訪れ、現職の川勝に失政がなく知事を交代する理由がない、県に政党間の争いを持ち込むべきではないなどとして広瀬の推薦を見送るように要請するという異例の展開となった。その後、このことに危機感を抱いた自民県連は、再度党本部への広瀬推薦を求めた。更に、広瀬自らも自民党本部に出向くなどしたが、最終的に自民党本部は広瀬の「推薦」を見送り、「支持」とすることを表明した。
民主党
前回の選挙戦で現職の川勝を推薦していた民主党は、川勝が今回の選挙戦で推薦などを求めない「県民党」の立場で臨むことを表明したため、県連や党本部として特に推薦や支持をしなかったが、選挙戦では県内選出の衆議院議員で民主党幹事長の細野豪志や渡辺周などが川勝の応援演説に駆け付けるなど今回の選挙でも川勝の支援を強めている。尚、川勝は県議会の民主系会派には自ら支援を要請している。
公明党
自民党と自公政権を組んでいる公明党は、自民党県連から広瀬の推薦を要請されたが党本部として意見がまとまらず、広瀬を推薦せずに自主投票とすることを表明した。その後、党本部も県本部の意思を尊重する形で自主投票を決定した。
日本共産党
共産党は、党公認候補として党県副委員長を務めている島津を擁立した。
日本維新の会
第三極勢力として国政にも影響を与えている日本維新の会は、県総支部で広瀬を推す声が大勢を占め、党本部に広瀬の推薦を上申した。しかし、自民党が広瀬の「推薦」を見送り「支持」としたことで、広瀬の推薦について自民党本部の推薦があることを前提としていた県総支部は一転して広瀬の推薦を取り消し、自主投票とすることを表明した。
みんなの党
みんなの党は、各候補者から公認や推薦の申請がなかったとして、自主投票とすることを決定した。
その他の政党・政治団体
党の基本方針として脱原発を掲げる政治団体緑の党は、勝手連として川勝の支援を決めた。
連合静岡
前回の知事選では川勝の勝利に大きく貢献していた連合静岡は、川勝が「県民党」を掲げ、各政党などに推薦を求めなかったことで、今回の知事選では川勝を支援することに留めた。
その他の団体
県医師連と県JAグループは、広瀬の推薦を決めている。
この他、5月10日に行われた立候補予定者説明会には、静岡市清水区在住の自営業の男性が立候補を検討しているとして出席していたが、その後の目立った動きはなく、出馬を取り止めたと思われる。

## 選挙データ

### 告示日
- 2013年（平成25年）5月30日[19]

### 執行日
- 2013年（平成25年）6月16日[19]
  - 当日の投票時間帯:午前7時 ~ 午後8時[19]
  - 期日前投票:5月31日 ~ 6月15日[19]

### 同日選挙
- 静岡県議会議員補欠選挙（6月7日 告示）[20]
  - 静岡市駿河区選挙区（議員死去の為、無投票当選）
  - 焼津市選挙区（同市長選出馬の為）
  - 磐田市選挙区（同市長選出馬の為、無投票当選）
  - 浜松市中区選挙区（衆院選出馬の為）
  - 浜松市東区選挙区（衆院選出馬の為）

### 選挙啓発イメージキャラクター
- 佐津川愛美（女優）[21]

## 立候補者
3名、届け出順。
| 立候補者                     | 年齢 | 党派       | 新旧 | 肩書き                                        |
| ---------------------------- | ---- | ---------- | ---- | --------------------------------------------- |
| 広瀬一郎 （ひろせ いちろう） | 57   | 無所属     | 新   | 元電通社員 元多摩大学大学院教授               |
| 島津幸広 （しまづ ゆきひろ） | 56   | 日本共産党 | 新   | 日本共産党県委員会副委員長 元しんぶん赤旗記者 |
| 川勝平太 （かわかつ へいた） | 64   | 無所属     | 現   | 静岡県知事（現職） 前静岡文化芸術大学学長     |

### 選挙のタイムライン
- 2013年4月11日 - 広瀬が東京都内のホテルで会見を開き、出馬を表明[23]。
- 2013年4月22日 - 川勝が県庁での定例会見で、出馬を表明[7]。
- 2013年5月7日
  - 自民党県連が県連推薦候補の広瀬の党本部推薦を要請[2]。
  - 日本維新の会県総支部が広瀬の党本部推薦を要請[2]。
- 2013年5月14日 - 共産党県委員会が県庁で会見を開き、同党から島津を擁立することを発表[12]。
- 2013年5月18日 - 公明党県本部が幹事会を開き、自民党県連が同党に対し推薦を要請していた広瀬らを推薦せず、自主投票とする方針を決定した[10]。その後、同23日には、党本部としても自主投票とすることを決定した[11]。
- 2013年5月23日
  - 政治団体「緑の党」が川勝を勝手連として支援することを表明[15]。
  - 県医師連が、広瀬の推薦を決定[17]。
- 2013年5月24日 - みんなの党が自主投票を決定[14]。
- 2013年5月27日 - 自民党本部は、同党県連が擁立し推薦を求めていた広瀬を推薦せず、支持に留めたことを決定[6]。
- 2013年5月28日 - 日本維新の会県総支部は、一旦は推薦を決めた広瀬を推薦せず、自主投票とすることを決定[13]。
- 2013年5月30日 - 告示。現職に対し、新人2人が挑む構図に。
- 2013年6月16日 - 投開票。

### 各候補の主な訴え
広瀬
1. 浜岡原発再稼働は、専門性が高く国の意向も重要であるとして住民投票などでの県独自での再稼働の可否決定に否定的
2. 環太平洋戦略的経済連携協定（TPP）交渉参加反対
3. 県の玄関口である静岡空港をより一層活用していき、観光業を活性化させ県の魅力を高めていく
4. 教育にスポーツマンシップを導入
5. 隣接県自治体との避難協定の締結
6. メタンハイドレートの実用研究を進める など

島津
1. 浜岡原発の即時廃炉
2. 環太平洋戦略的経済連携協定（TPP）交渉参加反対
3. 静岡空港への税金投入を中止し、県民の暮らしや福祉を優先させる
4. 競争教育からの離脱
5. 県独自の奨学金制度の創設・拡充
6. 上下水道などのインフラの耐震化強化
7. 地場産業を生かしていき、災害対策などで雇用を創出　など

川勝
1. 浜岡原発の再稼働の可否を問う住民投票の実施
2. 環太平洋戦略的経済連携協定（TPP）交渉参加推進
3. 東海道新幹線の県内の駅増設を行うなど観光業の活性化を図る
4. 教員の負担軽減
5. 特技を生かした飛び級制度の導入
6. 太陽光発電のさらなる利活用 など

## 選挙結果
各候補の得票率（得票数の多かった順）
投票率は49.49%で、前回2009年の61.06%を大きく下回った（前回比 -11.57%）。当日の有権者数は302万6955人で投票者数は149万8069人であった。
※当日有権者数：3,026,955人 最終投票率：49.49%（前回比：-11.57pts）
| 候補者名 | 年齢 | 所属党派   | 新旧別 | 得票数      | 得票率 | 推薦・支持     |
| -------- | ---- | ---------- | ------ | ----------- | ------ | -------------- |
| 川勝平太 | 64   | 無所属     | 現     | 1,080,609票 | 72.61% |                |
| 広瀬一郎 | 57   | 無所属     | 新     | 345,617票   | 23.22% | 自由民主党支持 |
| 島津幸広 | 56   | 日本共産党 | 新     | 61,980票    | 4.16%  |                |

現職で2期目を目指す川勝は、浜岡原発の再稼働の是非を問う住民投票の実施を公約に掲げ、選挙戦では富士山の世界文化遺産登録に向けた活動や災害対策など1期目の実績を強調。特定の政党や団体などの推薦を受けない「県民党」の立場で臨みながらも、対立候補を擁立した自民党や川勝を実質支援した民主党などの政党支持層を始め、無党派層などの票もまとめ上げ、川勝が得票数2位の広瀬に対し3倍以上の票差をつけて圧勝した。
自民党県連が擁立した広瀬は、県政と国政のねじれの解消を掲げ、選挙期間中には広瀬を「推薦」せず「支持」に留めた自民党本部からも石破茂自民党幹事長などの党三役などが応援演説に駆け付けるなど組織戦を展開。しかし立候補表明が4月と出遅れたのを始め、党本部が広瀬を「推薦」から「支持」に切り替えるなど混乱が続き、自民党の支持母体である財界や農協の支持も固められず、川勝に大差をつけられ敗れた。
日本共産党公認の島津は浜岡原発の廃炉を前面に掲げ、県政刷新を目指したが同党支持層もまとめきれず及ばなかった。
| 市区町       | 川勝平太  | 川勝平太 | 広瀬一郎 | 広瀬一郎 | 島津幸広 | 島津幸広 |
| 市区町       | 得票      | %        | 得票     | %        | 得票     | %        |
| ------------ | --------- | -------- | -------- | -------- | -------- | -------- |
| 合計         | 1,080,609 | 72.61%   | 345,617  | 23.22%   | 61,980   | 4.16%    |
| 静岡市葵区   | 69,710    | 71.70%   | 21,961   | 22.59%   | 5,558    | 5.72%    |
| 静岡市駿河区 | 53,195    | 72.11%   | 17,071   | 23.14%   | 3,504    | 4.75%    |
| 静岡市清水区 | 68,003    | 71.95%   | 22,353   | 23.65%   | 4,159    | 4.40%    |
| 浜松市中区   | 66,411    | 74.09%   | 18,908   | 21.09%   | 4,321    | 4.82%    |
| 浜松市東区   | 36,600    | 77.01%   | 8,779    | 18.47%   | 2,150    | 4.52%    |
| 浜松市西区   | 36,377    | 76.48%   | 9,265    | 19.48%   | 1,919    | 4.03%    |
| 浜松市南区   | 29,703    | 75.97%   | 7,417    | 18.97%   | 1,979    | 5.06%    |
| 浜松市北区   | 29,971    | 76.05%   | 7,814    | 19.83%   | 1,627    | 4.13%    |
| 浜松市浜北区 | 28,337    | 76.35%   | 7,084    | 19.09%   | 1,696    | 4.57%    |
| 浜松市天竜区 | 13,147    | 72.95%   | 4,182    | 23.21%   | 692      | 3.84%    |
| 沼津市       | 47,600    | 66.51%   | 21,004   | 29.35%   | 2,962    | 4.14%    |
| 熱海市       | 7,924     | 62.03%   | 4,028    | 31.53%   | 823      | 6.44%    |
| 三島市       | 30,337    | 69.12%   | 11,583   | 26.39%   | 1,968    | 4.48%    |
| 富士宮市     | 38,735    | 75.66%   | 10,650   | 20.80%   | 1,813    | 3.54%    |
| 伊東市       | 14,819    | 62.93%   | 7,202    | 30.58%   | 1,528    | 6.49%    |
| 島田市       | 35,716    | 74.90%   | 10,310   | 21.62%   | 1,660    | 3.48%    |
| 富士市       | 67,261    | 73.91%   | 20,801   | 22.86%   | 2,948    | 3.24%    |
| 磐田市       | 51,338    | 77.79%   | 12,051   | 18.26%   | 2,604    | 3.95%    |
| 焼津市       | 40,537    | 68.16%   | 16,956   | 28.51%   | 1,980    | 3.33%    |
| 掛川市       | 36,894    | 73.19%   | 11,403   | 22.62%   | 2,111    | 4.19%    |
| 藤枝市       | 44,227    | 69.66%   | 16,911   | 26.63%   | 2,354    | 3.71%    |
| 御殿場市     | 21,942    | 68.77%   | 8,810    | 27.61%   | 1,154    | 3.62%    |
| 袋井市       | 27,554    | 78.06%   | 6,436    | 18.23%   | 1,309    | 3.71%    |
| 下田市       | 7,114     | 68.81%   | 2,854    | 27.61%   | 370      | 3.58%    |
| 裾野市       | 15,342    | 72.61%   | 4,964    | 23.49%   | 824      | 3.90%    |
| 湖西市       | 20,493    | 79.20%   | 4,354    | 16.83%   | 1,028    | 3.97%    |
| 伊豆市       | 10,492    | 66.74%   | 4,679    | 29.76%   | 549      | 3.49%    |
| 御前崎市     | 10,297    | 62.90%   | 5,574    | 34.05%   | 500      | 3.05%    |
| 菊川市       | 15,957    | 75.83%   | 4,308    | 20.47%   | 777      | 3.69%    |
| 伊豆の国市   | 13,913    | 70.14%   | 5,096    | 25.69%   | 828      | 4.17%    |
| 牧之原市     | 16,588    | 72.47%   | 5,593    | 24.44%   | 707      | 3.09%    |
| 東伊豆町     | 3,698     | 67.19%   | 1,627    | 29.56%   | 179      | 3.25%    |
| 河津町       | 2,660     | 69.06%   | 1,081    | 28.06%   | 111      | 2.88%    |
| 南伊豆町     | 3,239     | 68.62%   | 1,334    | 28.26%   | 147      | 3.11%    |
| 松崎町       | 3,019     | 72.17%   | 1,060    | 25.34%   | 104      | 2.49%    |
| 西伊豆町     | 3,399     | 70.77%   | 1,265    | 26.34%   | 139      | 2.89%    |
| 函南町       | 10,413    | 69.47%   | 3,861    | 25.76%   | 716      | 4.78%    |
| 清水町       | 8,334     | 70.29%   | 3,046    | 25.69%   | 476      | 4.01%    |
| 長泉町       | 12,401    | 74.75%   | 3,572    | 21.53%   | 618      | 3.72%    |
| 小山町       | 6,009     | 68.37%   | 2,528    | 28.76%   | 252      | 2.87%    |
| 吉田町       | 9,637     | 75.55%   | 2,701    | 21.17%   | 418      | 3.28%    |
| 川根本町     | 3,560     | 71.43%   | 1,318    | 26.44%   | 106      | 2.13%    |
| 森町         | 7,706     | 78.31%   | 1,823    | 18.52%   | 312      | 3.17%    |